# Escut del País Basc
L'escut del País Basc és l'emblema emprat pel Govern d'Euskadi i consta de quatre quarters. Tres representen els tres territoris històrics de la comunitat autònoma del País Basc (Àlaba, Guipúscoa i Biscaia). El quart, ple de gules, es manté en al·lusió a l'escut de Navarra, del que s'ha retirat la figura característica de les cadenes, per atenció a una sentència del Tribunal Constitucional. Com a ornament, l'escut està acostat de dues branques creuades de fulles de roure, un dels emblemes tradicionals de Biscaia.
L'escut del País Basc va ser adoptat després de la creació de l'òrgan preautonòmic, el Consell General Basc, mitjançant una resolució del 2 de novembre de 1978, instituint el conegut com «Laurak bat», en una data en la qual Navarra no formava part d'aquest òrgan. Després de la sentència del Tribunal Constitucional, l'any 1986 es va acordar la supressió de l'escut de Navarra.
Posteriorment, l'any 1999 s'adopta per decret com a Escut Oficial del Govern Basc i la resta d'Institucions, normalitzant-ne la seva composició, dimensions, colors i utilització.

## Origen

Emblema del Govern Basc de 1936, amb les variants cromàtiques introduïdes aleshores.

L'any 1936, el Govern Basc presidit pel seu primer lehendakari, Aguirre, va adoptar un escut amb les armes d'Àlaba, Guipúscoa, Navarra i Biscaia. En el preàmbul del Decret de 19 d'octubre de 1936, pel qual s'aprovava l'emblema i bandera que havia d'utilitzar el País Basc oficialment, la Presidència del Govern Basc va afirmar que el territori d'Euskadi estava integrat per Alava, Guipúscoa i Biscaia, «preveient-se en l'Estatut la incorporació de Navarra a aquest territori», si bé l'estatut d'autonomia d'Euskadi no contenia cap disposició per a tal incorporació. Així, l'escut del Govern d'Euskadi contenia les armes d'Àlaba, Guipúscoa, Biscaia i Navarra en un sol blasó de quatre quarters voltat per la corona de fulles de roure. Aquest escut, igual que la resta de les institucions autonòmiques, va desaparèixer després de la victòria franquista en la Guerra Civil.
El 2 de novembre de 1978, el Consell General Basc va acordar la recuperació de l'escut del període republicà com a emblema del Govern basc, per la qual cosa es van adoptar les modificacions que aquest anterior havia sancionat sobre l'emblema del Laurak Bat i la reunió dels emblemes heràldics històrics de cada territori. Així, en l'escut de Guipúscoa, per acord de les Juntes Generals l'any 1977, a proposta de José Antonio Ayestaran Lecuona, es va reiterar la supressió de dos dels seus quarters tradicionals com estipulava el decret de 1936. Aquest mateix acordava suprimir l'emblema històric dels dotze canons d'or en camp de gules que fora concedit el 28 de febrer de 1513 per la reina Juana de Castella, en memòria dels canons presos pels guipuscoans en les victòries de Velate i Elizondo sobre les tropes de la coalició francoagramontesa, que van culminar en la conquesta de Navarra per part de les tropes castellanes. Aquesta decisió es fonamentava segons el decret "en un senyal de fraternitat cap a Navarra". També resultava suprimit el quarter on es representava una figura real. En el quarter de l'escut de Biscaia, l'any 1986 es va mantenir la supressió de la figura emblemàtica dels llops en al·lusió a les armes de la família Haro, titulars del Senyoriu de Biscaia. En el quarter de l'escut d'Àlaba no s'indicava oficialment cap canvi sobre l'emblema històric, però en les reproduccions oficials se suprimeix la bordura carregada amb el lema en castellà: "En augment de la justícia contra malfactors".

### Controvèrsia sobre el quarter de Navarra
L'ús del quarter de l'escut de Navarra, amb cadenes d'or sobre fons de gules, la incorporació del qual estava estipulada en els decrets de 1936 i 1978, va desembocar en una controvèrsia institucional quan la Diputació Foral de Navarra va sol·licitar sense èxit la seva retirada, elevant el cas al Tribunal Constitucional. En sentència emesa l'any 1986 el Tribunal va ordenar la seva retirada. Des de llavors, es van evitar les reproduccions de l'emblema de les cadenes però mantenint la caserna en forma d'un camp pla de gules, camp que curiosament coincideix segons els experts, amb l'emblema heràldic més antic conegut dels reis de Navarra.
El Govern Basc va normalitzar l'any 1991 els colors utilitzats en l'escut i que en les versions de 1936 es preveien amb algunes alteracions en diversos dels quarters pel que fa a l'heràldica tradicional.

## Altres propostes

Proposta dAlianza Popular presentada l'any 1982.

L'abril de 1982 el portaveu del Grup Mixt (per Alianza Popular) del Parlament Basc, Florencio Aróstegui Zubiaurre, va presentar una proposició de llei sobre l'escut de la naixent comunitat autònoma. L'escut proposat mostrava les armes dels tres territoris històrics bascos en una solució de mantelat que mostrava els tres emblemes en grandària similar i en un ordre concorde geogràficament. Un escussó sobre el tot amb les armes de Guernica hi era inclòs per reflectir la «tradició foral» del País Basc. L'escut es timbrava amb una corona reial, com figura en l'escut d'Espanya i algunes comunitats autònomes.